# Julius Kaufmann
Julius Kaufmann (* 10. April 1895 in  Altkirch, Oberelsass; † 21. Dezember 1968 in Klein-Bieberau) war ein deutscher Maler und Grafiker.

## Leben
Julius Kaufmann erhielt eine Ausbildung an der Kunstgewerbeschule in Straßburg bei Georg Daubner und Carl Jordan.
Danach studierte Kaufmann in Kassel und Karlsruhe sowie an der Colarossi-Akademie in Paris.
Im Jahre 1918 heiratete er die Malerin Elsa Pfister-Kaufmann. 1920 zog er mit seiner Frau nach Darmstadt. 1921 beteiligte sich Julius Kaufmann an der Jahresausstellung der „Darmstädter Gruppe“ und an der Internationalen Ausstellung moderner Kunst in Genf. Er war Mitarbeiter der expressionistischen Zeitschrift „Die Aktion“.
Bei einem Luftangriff auf Darmstadt im Jahre 1944 wurden das Atelier des Künstlers und ein großer Teil seiner Werke zerstört. Bis zu seinem Tod im Jahre 1968 lebte Julius Kaufmann zurückgezogen in Webern/Odenwald.

## Werk
Julius Kaufmann malte vorwiegend Landschaftsbilder und Seestücke, widmete sich der Federzeichnung und schuf zahlreiche Buchillustrationen.